# Kungliga asiatiska sällskapet i Storbritannien och Irland
Kungliga asiatiska sällskapet i Storbritannien och Irland (Royal asiatic society of Great Britain and Ireland) är en lärd förening, inrättad 1823 i London under ledning av Henry Thomas Colebrooke, med avdelningar i Bombay, Madras, Singapore, på Ceylon m.fl.orter, med ändamål att främja forskningar rörande Asiens geografi, historia, religion, seder, språk och litteratur. Sällskapet utgav först "Transactions" (1824-1834) och från 1833 "Journal of the royal asiatic society".
Sällskapet, som idag (2004) har 700 medlemmar, har numera endast kvar sin avdelning i Hongkong, och finns kvar med sitt huvudkontor i London, samt utger alltjämt sin "Journal". Sällskapets omfattande samlingar står till förfogande för forskningen, och man delar även ut stipendier och anslag i enlighet med sitt syfte. President är professor F.C.R. Robinson.